# インディアンブレッシング
インディアンブレッシング (Indian Blessing) とは、アメリカの競走馬である。おもな勝ち鞍は2007年のブリーダーズカップ・ジュヴェナイルフィリーズ、フリゼットステークス、2008年のプライオレスステークス、テストステークス、ラブレアステークス。2007年度エクリプス賞最優秀2歳牝馬、2008年度エクリプス賞最優秀スプリンター牝馬。

## 経歴

### 2歳時
数多くの名馬を管理した調教師ボブ・バファートの管理馬。バファートはインディアンブレッシングに最初の追い切りを掛けた際、その動きの良さに驚き、その場で馬主のアーンハートに電話し「あなたは大変な馬を持った」と興奮しながら伝えたという。バファートはインディアンブレッシングの軽快なスピードを活かすため、力のいる地元デルマーを避け、遠く離れた東海岸のサラトガ競馬場でデビューさせた。
バファートの惚れ込みように、この初戦は圧倒的な1番人気に推され、その期待に応え2着に5馬身以上の差を付けて快勝。初戦勝利を飾った。2戦目には早くもG1フリゼットステークスに出走。ここも4馬身半差で圧勝してG1優勝馬となると、3戦目にアメリカ2歳女王決定戦・ブリーダーズカップ・ジュヴェナイルフィリーズに出走した。当日まで降り続いた雨により、開催場のモンマスパーク競馬場は「ブリーダーズカップ史上最悪の馬場」と言われるほどの不良馬場となったが、インディアンブレッシングはスタート直後に先頭に立ち馬群を先導すると、キックバックに苦労する後続馬を尻目に3コーナー手前から独走状態となり、2着に3馬身半差の3連勝でこの年の2歳女王となり、翌1月にはエクリプス賞最優秀2歳牝馬に選出された。

### 3歳
2ヶ月の休養の後、地元西海岸のサンタアニタパーク競馬場のG2で復帰。初の地元での出走に単勝オッズは1.1倍の大人気となった。このレースではスタートから驚異的なペースで逃げると、ゴール直前に失速しかけて、初めて2着馬に馬体を併せられたものの頭差凌ぎ切り、4連勝で3歳初戦を飾った。優勝タイム1分19秒89は、サンタアニタパーク競馬場のトラックレコードだった。続くG3も優勝し5連勝。しかし次走のフェアグラウンズオークスで、前走でも破っていたジュヴェナイルフィリーズ2着馬プラウドスペルに雪辱され、連勝は途絶えた。3ヶ月休養後、6月のエイコーンステークスも2着だったが、7月のプライオレスステークスと8月のテストステークスの両G1、9月のギャラントブルームハンデキャップ（G2）を制し、重賞を3連勝した。その後、ブリーダーズカップ・フィリー&メアスプリントに出走したが、2着に敗れた。続いて3歳牝馬限定のラブレアステークスに出走。ここでは完勝し、5つ目のG1タイトルを手にした。

### 4歳
明け4歳となった2009年はドバイへ遠征し、3月28日のドバイゴールデンシャヒーンに出走したが、ビッグシティーマンの2着に敗れた。その後、6月14日のデザートストーマーハンデキャップでは1番人気に推されたが、4着に終わった。そして、8月29日のバレリーナステークスに1番人気で出走したが、ミュージックノートから5馬身差離れた2着と完敗した。続く9月26日のギャラントブルームハンデキャップ（G2）に出走し、連覇を飾った。その後競走馬を引退、繁殖牝馬となった。

### 競走成績
| 出走日     | 競馬場           | 競走名                     | 格 | 距離   | 着順 | 騎手           | 着差      | 1着（2着）馬        |
| ---------- | ---------------- | -------------------------- | -- | ------ | ---- | -------------- | --------- | ------------------- |
| 2007.08.30 | サラトガ         | 未勝利                     |    | D5.5f  | 1着  | R.ベハラーノ   | 5 1/4馬身 | （Throbbin' Heart） |
| 2007.10.06 | ベルモントパーク | フリゼットS                | G1 | D8f    | 1着  | G.ゴメス       | 4 1/2馬身 | （Backseat Rhythm） |
| 2007.10.27 | モンマスパーク   | BCジュヴェナイルフィリーズ | G1 | D8.5f  | 1着  | G.ゴメス       | 3 1/2馬身 | （Proud Spell）     |
| 2008.01.13 | サンタアニタ     | サンタイネスS              | G2 | AW7f   | 1着  | G.ゴメス       | アタマ    | （Golden Doc A）    |
| 2008.02.09 | フェアグラウンズ | シルヴァービュレットデイS  | G3 | D8.5f  | 1着  | G.ゴメス       | 1馬身     | （Proud Spell）     |
| 2008.03.08 | フェアグラウンズ | フェアグラウンズオークス   | G2 | D8.5f  | 2着  | G.ゴメス       | 2 1/4馬身 | Proud Spell         |
| 2008.06.07 | ベルモントパーク | エイコーンS                | G1 | D8f    | 2着  | G.ゴメス       | 4 1/2馬身 | Zaftig              |
| 2008.07.05 | ベルモントパーク | プライオレスS              | G1 | D6f    | 1着  | J.ヴェラスケス | 5 1/4馬身 | （By the Light）    |
| 2008.08.02 | サラトガ         | テストS                    | G1 | D7f    | 1着  | J.ヴェラスケス | 7馬身     | （Sweet Hope）      |
| 2008.09.20 | ベルモントパーク | ギャラントブルームH        | G2 | D6.5f  | 1着  | C.ナカタニ     | 6 1/4馬身 | （Elope）           |
| 2008.10.24 | サンタアニタ     | BCフィリー&メアスプリント  |    | AW6f   | 2着  | J.ヴェラスケス | 4馬身     | Ventura             |
| 2008.12.27 | サンタアニタ     | ラブレアS                  | G1 | AW7f   | 1着  | J.ヴェラスケス | 1 1/2馬身 | （Ginger Pop）      |
| 2009.03.28 | ナド・アルシバ   | ドバイGS                   | G1 | D1200m | 2着  | E.プラード     | 0.27秒    | Big City Man        |
| 2009.06.14 | ハリウッドパーク | デザートストーマーH        |    | AW6f   | 4着  | V.エスピノーザ | 5 1/2馬身 | Coco Belle          |
| 2009.08.29 | サラトガ         | バレリーナS                | G1 | D7f    | 2着  | J.ヴェラスケス | 5 1/4馬身 | Music Note          |
| 2009.09.26 | ベルモントパーク | ギャラントブルームH        | G2 | D6.5f  | 1着  | J.ヴェラスケス | アタマ    | （Sara Louise）     |

## 血統表
| インディアンブレッシングの血統フォルティノ系（グレイソヴリン系）／Raise a Native5×5=6.25% | インディアンブレッシングの血統フォルティノ系（グレイソヴリン系）／Raise a Native5×5=6.25% | インディアンブレッシングの血統フォルティノ系（グレイソヴリン系）／Raise a Native5×5=6.25% | （血統表の出典）    | （血統表の出典） |
| 父 Indian Charlie 1995 鹿毛                                                               | 父の父In Excess 1987 鹿毛                                                                 | Siberian Express                                                                          | Caro                | Caro             |
| 父 Indian Charlie 1995 鹿毛                                                               | 父の父In Excess 1987 鹿毛                                                                 | Siberian Express                                                                          | Indian Call         |                  |
| 父 Indian Charlie 1995 鹿毛                                                               | 父の父In Excess 1987 鹿毛                                                                 | Kantado                                                                                   | Saulingo            | Saulingo         |
| 父 Indian Charlie 1995 鹿毛                                                               | 父の父In Excess 1987 鹿毛                                                                 | Kantado                                                                                   | Vi                  |                  |
| 父 Indian Charlie 1995 鹿毛                                                               | 父の母Soviet Sojourn 1989 鹿毛                                                            | Leo Castelli                                                                              | Sovereign Dancer    | Sovereign Dancer |
| 父 Indian Charlie 1995 鹿毛                                                               | 父の母Soviet Sojourn 1989 鹿毛                                                            | Leo Castelli                                                                              | Suspicious Native   |                  |
| 父 Indian Charlie 1995 鹿毛                                                               | 父の母Soviet Sojourn 1989 鹿毛                                                            | Political Parfait                                                                         | Diplomat Way        | Diplomat Way     |
| 父 Indian Charlie 1995 鹿毛                                                               | 父の母Soviet Sojourn 1989 鹿毛                                                            | Political Parfait                                                                         | Peach Butter        |                  |
| 母 Shameful 1999 鹿毛                                                                     | 母の父Flying Chevron 1992 黒鹿毛                                                          | Carson City                                                                               | Mr. Prospector      | Mr. Prospector   |
| 母 Shameful 1999 鹿毛                                                                     | 母の父Flying Chevron 1992 黒鹿毛                                                          | Carson City                                                                               | Blushing Promise    |                  |
| 母 Shameful 1999 鹿毛                                                                     | 母の父Flying Chevron 1992 黒鹿毛                                                          | Fly Me First                                                                              | Herbager            | Herbager         |
| 母 Shameful 1999 鹿毛                                                                     | 母の父Flying Chevron 1992 黒鹿毛                                                          | Fly Me First                                                                              | Flying Fable        |                  |
| 母 Shameful 1999 鹿毛                                                                     | 母の母Lady's Legacy 1993 鹿毛                                                             | Matchlite                                                                                 | Clever Trick        | Clever Trick     |
| 母 Shameful 1999 鹿毛                                                                     | 母の母Lady's Legacy 1993 鹿毛                                                             | Matchlite                                                                                 | Light Up My Life    |                  |
| 母 Shameful 1999 鹿毛                                                                     | 母の母Lady's Legacy 1993 鹿毛                                                             | Wavering Lady                                                                             | Wavering Monarch    | Wavering Monarch |
| 母 Shameful 1999 鹿毛                                                                     | 母の母Lady's Legacy 1993 鹿毛                                                             | Wavering Lady                                                                             | Pia's Lady F-No.2-b |                  |

父インディアンチャーリーはサンタアニタダービー（G1）の優勝馬。母は準重賞を含む4勝を挙げている。